# Wang Fuli
Wang Fuli (王馥荔S, Wáng FùlìP; Xuzhou, 12 novembre 1949) è un'attrice cinese.
In occasione del centenario della nascita dell'industria cinematografica in Cina nel 2005, la China Film Performance Art Academy l'ha inserita nella lista dei "100 migliori attori in 100 anni di cinema cinese".